# برايان لوف
برايان لوف هو مجدف كندي، ولد في 7 أبريل 1952 في تورونتو في كندا.

## وصلات خارجية
- برايان لوف على موقع الاتحاد الدولي للتجديف (الإنجليزية)
- برايان لوف على موقع اللجنة الأولمبية الدولية (الإنجليزية)
- برايان لوف على موقع أوليمبيديا (الإنجليزية)